# Chassenon

Chassenon este o comună în departamentul Charente, Franța. În 1 ianuarie 2022 avea o populație de 843 de locuitori.